# Ciclismo ai Giochi della XXVI Olimpiade - Corsa in linea maschile
La corsa in linea maschile dei Giochi della XXVI Olimpiade si svolse il 31 luglio 1996 su un percorso urbano di 221,85 km a Buckhead, vicino ad Atlanta, negli Stati Uniti.
La medaglia d'oro venne vinta dallo svizzero Pascal Richard, che terminò la gara in 4h53′56", mentre l'argento e il bronzo andarono rispettivamente al danese Rolf Sørensen e al britannico Maximilian Sciandri.
Alla gara presero parte 183 atleti, tra i quali, per la prima volta ai Giochi olimpici, anche i migliori ciclisti professionisti; 117 ciclisti giunsero al traguardo.

## Ordine d'arrivo
| Pos.    | Ciclista                   | Nazionalità         | Tempo    |
| ------- | -------------------------- | ------------------- | -------- |
| Oro     | Pascal Richard             | Svizzera            | 4h53'56" |
| Argento | Rolf Sørensen              | Danimarca           | s.t.     |
| Bronzo  | Maximilian Sciandri        | Gran Bretagna       | a 2"     |
| 4       | Frankie Andreu             | Stati Uniti         | a 1'14"  |
| 5       | Richard Virenque           | Francia             | s.t.     |
| 6       | Melchor Mauri              | Spagna              | a 1'15"  |
| 7       | Fabio Baldato              | Italia              | a 1'28"  |
| 8       | Michele Bartoli            | Italia              | s.t.     |
| 9       | Zbigniew Spruch            | Polonia             | a 1'29"  |
| 10      | Johan Museeuw              | Belgio              | s.t.     |
| 11      | Jesper Skibby              | Danimarca           | s.t.     |
| 12      | Lance Armstrong            | Stati Uniti         | s.t.     |
| 13      | Dmitrij Konyšev            | Russia              | a 2'29"  |
| 14      | Serhij Ušakov              | Ucraina             | s.t.     |
| 15      | Wilfried Peeters           | Belgio              | a 2'32"  |
| 16      | Olaf Ludwig                | Germania            | a 2'36"  |
| 17      | Laurent Brochard           | Francia             | a 2'37"  |
| 18      | Arvis Piziks               | Lettonia            | s.t.     |
| 19      | Neil Stephens              | Australia           | a 2'38"  |
| 20      | Erik Zabel                 | Germania            | a 2'47"  |
| 21      | Laurent Jalabert           | Francia             | s.t.     |
| 22      | Kaspars Ozers              | Lettonia            | s.t.     |
| 23      | Robbie McEwen              | Australia           | a 2'48"  |
| 24      | Jaan Kirsipuu              | Estonia             | s.t.     |
| 25      | Frank Vandenbroucke        | Belgio              | s.t.     |
| 26      | Miguel Indurain            | Spagna              | s.t.     |
| 27      | Vassili Davidenko          | Russia              | s.t.     |
| 28      | Rolf Aldag                 | Germania            | s.t.     |
| 29      | Andrej Kivilëv             | Kazakistan          | s.t.     |
| 30      | Ján Svorada                | Rep. Ceca           | s.t.     |
| 31      | Juris Silovs               | Lettonia            | s.t.     |
| 32      | Francesco Casagrande       | Italia              | s.t.     |
| 33      | Andrei Tchmil              | Ucraina             | s.t.     |
| 34      | Michel Lafis               | Svezia              | s.t.     |
| 35      | Glenn Magnusson            | Svezia              | a 2'49"  |
| 36      | Lauri Aus                  | Estonia             | s.t.     |
| 37      | Maurizio Fondriest         | Italia              | s.t.     |
| 38      | Erik Dekker                | Paesi Bassi         | s.t.     |
| 39      | Orlando Rodrigues          | Portogallo          | s.t.     |
| 40      | Brian Holm                 | Danimarca           | s.t.     |
| 41      | Steve Bauer                | Canada              | s.t.     |
| 42      | Lars Michaelsen            | Danimarca           | s.t.     |
| 43      | Oleh Pankov                | Ucraina             | s.t.     |
| 44      | Werner Riebenbauer         | Austria             | s.t.     |
| 45      | Erik Breukink              | Paesi Bassi         | s.t.     |
| 46      | Harald Morscher            | Austria             | s.t.     |
| 47      | Ruber Marín                | Colombia            | s.t.     |
| 48      | Pedro Lópes                | Portogallo          | s.t.     |
| 49      | Andres Lauk                | Estonia             | a 2'50"  |
| 50      | Sławomir Chrzanowski       | Polonia             | s.t.     |
| 51      | Pavel Tonkov               | Russia              | s.t.     |
| 52      | Beat Zberg                 | Svizzera            | s.t.     |
| 53      | Aleksandr Vinokurov        | Kazakistan          | s.t.     |
| 54      | Peter Wrolich              | Austria             | s.t.     |
| 55      | Markus Andersson           | Svezia              | s.t.     |
| 56      | Aart Vierhouten            | Paesi Bassi         | s.t.     |
| 57      | Joona Laukka               | Finlandia           | s.t.     |
| 58      | Pëtr Ugrjumov              | Russia              | s.t.     |
| 59      | Milan Dvorščík             | Slovacchia          | s.t.     |
| 60      | Johan Bruyneel             | Belgio              | a 2'51"  |
| 61      | Douglas Ryder              | Sudafrica           | s.t.     |
| 62      | Georg Totschnig            | Austria             | s.t.     |
| 63      | Kari Myyryläinen           | Finlandia           | s.t.     |
| 64      | Michael Barry              | Canada              | s.t.     |
| 65      | Damian McDonald            | Australia           | s.t.     |
| 66      | Ric Reid                   | Nuova Zelanda       | s.t.     |
| 67      | Abraham Olano              | Spagna              | a 2'52"  |
| 68      | Ján Valach                 | Slovacchia          | s.t.     |
| 69      | Pavel Kavetsky             | Bielorussia         | s.t.     |
| 70      | Robert Pintarič            | Slovenia            | s.t.     |
| 71      | Eduardo Graciano           | Messico             | a 2'53"  |
| 72      | David McCann               | Irlanda             | s.t.     |
| 73      | Veaceslav Oriol            | Moldavia            | s.t.     |
| 74      | Gregory Randolph           | Stati Uniti         | s.t.     |
| 75      | Gordon Fraser              | Canada              | s.t.     |
| 76      | George Hincapie            | Stati Uniti         | s.t.     |
| 77      | Manuel Fernández Ginés     | Spagna              | s.t.     |
| 78      | Nuno Marta                 | Portogallo          | s.t.     |
| 79      | Malcolm Elliott            | Gran Bretagna       | s.t.     |
| 80      | Eric Wohlberg              | Canada              | a 2'54"  |
| 81      | Peter Luttenberger         | Austria             | s.t.     |
| 82      | Mario Cipollini            | Italia              | s.t.     |
| 83      | Didier Rous                | Francia             | s.t.     |
| 84      | Javier de Jesús Zapata     | Colombia            | s.t.     |
| 85      | Aleksandr Šefer            | Kazakistan          | s.t.     |
| 86      | Óscar Giraldo              | Colombia            | s.t.     |
| 87      | Bjarne Riis                | Danimarca           | a 2'55"  |
| 88      | Jacques Landry             | Canada              | s.t.     |
| 89      | Andrej Teterjuk            | Kazakistan          | s.t.     |
| 90      | Eduardo Uribe              | Messico             | s.t.     |
| 91      | Mauro Ribeiro              | Brasile             | s.t.     |
| 92      | Dainis Ozols               | Lettonia            | s.t.     |
| 93      | Steve Hegg                 | Stati Uniti         | s.t.     |
| 94      | Tomasz Brożyna             | Polonia             | a 2'56"  |
| 95      | Remigijus Lupeikis         | Lituania            | s.t.     |
| 96      | Raido Kodanipork           | Estonia             | s.t.     |
| 97      | Blayne Wikner              | Sudafrica           | s.t.     |
| 98      | Stephen Hodge              | Australia           | a 2'57"  |
| 99      | John Tanner                | Gran Bretagna       | s.t.     |
| 100     | Džamolidin Abdužaparov     | Uzbekistan          | s.t.     |
| 101     | Marino Alonso              | Spagna              | s.t.     |
| 102     | Patrick Jonker             | Australia           | s.t.     |
| 103     | Evgenij Berzin             | Russia              | s.t.     |
| 104     | Alex Zülle                 | Svizzera            | a 2'58"  |
| 105     | Rolf Järmann               | Svizzera            | s.t.     |
| 106     | Romāns Vainšteins          | Lettonia            | s.t.     |
| 107     | Frédéric Moncassin         | Francia             | a 2'59"  |
| 108     | Tristan Hoffman            | Paesi Bassi         | s.t.     |
| 109     | Tom Steels                 | Belgio              | a 3'00"  |
| 110     | Thomas Frischknecht        | Svizzera            | a 4'08"  |
| 111     | Danny Nelissen             | Paesi Bassi         | a 4'12"  |
| 112     | Cândido Barbosa            | Portogallo          | a 7'33"  |
| 113     | Yevgeny Golovanov          | Bielorussia         | a 11'42" |
| 114     | José Azevedo               | Portogallo          | s.t.     |
| 115     | Pavel Zaduban              | Slovacchia          | s.t.     |
| 116     | Hussein Monsalve           | Venezuela           | s.t.     |
| 117     | Irving Aguilar             | Messico             | a 11'43" |
| DNF     | Besnik Musaj               | Albania             | -        |
| DNF     | Gustavo Artacho            | Argentina           | -        |
| DNF     | Rubén Pegorín              | Argentina           | -        |
| DNF     | Arsen Ghazaryan            | Armenia             | -        |
| DNF     | Lucien Dirksz              | Aruba               | -        |
| DNF     | Aleksandr Sharapov         | Bielorussia         | -        |
| DNF     | Oleg Bondarik              | Bielorussia         | -        |
| DNF     | Vyacheslav German          | Bielorussia         | -        |
| DNF     | Elliot Hubbard             | Bermuda             | -        |
| DNF     | Hernandes Quadri           | Brasile             | -        |
| DNF     | Márcio May                 | Brasile             | -        |
| DNF     | Daniel Valter Rogelim      | Brasile             | -        |
| DNF     | Jamil Suaiden              | Brasile             | -        |
| DNF     | Víctor Garrido             | Cile                | -        |
| DNF     | Dubán Ramírez              | Colombia            | -        |
| DNF     | Raúl Montaña               | Colombia            | -        |
| DNF     | Park Min-su                | Corea del Sud       | -        |
| DNF     | Héctor Chiles              | Ecuador             | -        |
| DNF     | Paulo Caicedo              | Ecuador             | -        |
| DNF     | Pedro Rodriguez            | Ecuador             | -        |
| DNF     | Ali Sayed Darwish          | Emirati Arabi Uniti | -        |
| DNF     | Lauri Resik                | Estonia             | -        |
| DNF     | Michael Rich               | Germania            | -        |
| DNF     | Uwe Peschel                | Germania            | -        |
| DNF     | Kazuyuki Manabe            | Giappone            | -        |
| DNF     | Osamu Sumida               | Giappone            | -        |
| DNF     | Brian Smith                | Gran Bretagna       | -        |
| DNF     | Anton Villatoro            | Guatemala           | -        |
| DNF     | Edwin Santos               | Guatemala           | -        |
| DNF     | Felipe López               | Guatemala           | -        |
| DNF     | Márlon Paniagua            | Guatemala           | -        |
| DNF     | Omar Ochoa                 | Guatemala           | -        |
| DNF     | Wong Kam-po                | Hong Kong           | -        |
| DNF     | Stefan Baraud              | Isole Cayman        | -        |
| DNF     | Yousef Shadi               | Libia               | -        |
| DNF     | Raimondas Rumšas           | Lituania            | -        |
| DNF     | Jonas Romanovas            | Lituania            | -        |
| DNF     | Linas Balčiūnas            | Lituania            | -        |
| DNF     | Raimondas Vilčinskas       | Lituania            | -        |
| DNF     | Adan Juárez                | Messico             | -        |
| DNF     | Domingo González           | Messico             | -        |
| DNF     | Igor Pugaci                | Moldavia            | -        |
| DNF     | Ruslan Ivanov              | Moldavia            | -        |
| DNF     | Igor Bonciucov             | Moldavia            | -        |
| DNF     | Oleg Tonoritchi            | Moldavia            | -        |
| DNF     | Dashnyamyn Tömör-Ochir     | Mongolia            | -        |
| DNF     | Svein Gaute Hølestøl       | Norvegia            | -        |
| DNF     | Glen Mitchell              | Nuova Zelanda       | -        |
| DNF     | Scott Guyton               | Nuova Zelanda       | -        |
| DNF     | Brian Fowler               | Nuova Zelanda       | -        |
| DNF     | Youssef Khanfar Al-Shakali | Oman                | -        |
| DNF     | Dariusz Baranowski         | Polonia             | -        |
| DNF     | Róbert Nagy                | Slovacchia          | -        |
| DNF     | Miroslav Lipták            | Slovacchia          | -        |
| DNF     | Michael Andersson          | Svezia              | -        |
| DNF     | Chen Chih-hao              | Taipei cinese       | -        |
| DNF     | Mychajlo Chalilov          | Ucraina             | -        |
| DNF     | Volodymyr Pulnikov         | Ucraina             | -        |
| DNF     | László Bodrogi             | Ungheria            | -        |
| DNF     | Gregorio Bare              | Uruguay             | -        |
| DNF     | Ricardo Guedes             | Uruguay             | -        |
| DNF     | Manuel Guevara             | Venezuela           | -        |
| DNF     | Carlos Maya                | Venezuela           | -        |
| DNF     | José Balaustre             | Venezuela           | -        |
| DNF     | Rubén Abreu                | Venezuela           | -        |
| DNF     | Timothy Jones              | Zimbabwe            | -        |